# Franco-Colombiens (francophones de Colombie-Britannique)
Les Franco-Colombiens sont les francophones nés dans la province de la Colombie-Britannique, au Canada, ou qui y résident présentement.
Si des Français et des Canadiens français participent à la traite des fourrures sur la côte du Pacifique aux XVIIe et XIXe siècles, les premières communautés enracinées en Colombie-Britannique émergent seulement au XXe siècle, et surtout depuis la Seconde Guerre mondiale.
De nos jours, les francophones de Colombie-Britannique sont originaires d'autres provinces canadiennes ou issus de la Francophonie mondiale. Environ un Franco-Colombien sur neuf est né dans la province. La moitié des francophones résident dans la région du Grand Vancouver, avec des concentrations importantes à Victoria et à Nanaimo; les autres sont dispersés ailleurs en province, où ils constituent, le plus souvent, entre 1 et 2% de la population locale.

## Histoire

### Présence française à l'époque coloniale

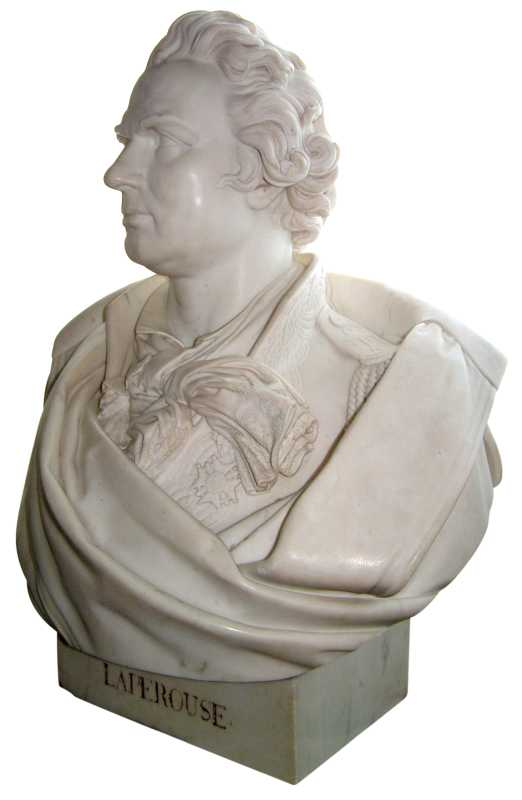
Jean-François de Galaup, comte de La Pérouse

Malgré leurs nombreuses tentatives de rejoindre la « mer de l’Ouest », les Français ne réussiront pas à rejoindre la côte du Pacifique sous le Régime français. Ce sont les Russes et les Espagnols qui les devancent, suivis des Britanniques dans le cadre des explorations de James Cook à la fin du XVIIIe siècle. Le titre de premier explorateur français de la côte de la Colombie-Britannique revient à Jean-François de Galaup, comte de Lapérouse. Celui-ci quitte le port de Brest le 1er août 1785 à la tête des frégates La Boussole et l’Astrolabe. Le 23 juin 1786, il arrive vis-à-vis du Mont Saint-Élie sur la frontière moderne de l’Alaska et du Yukon. C’est à partir de cette hauteur qu’il mène une reconnaissance des côtes du Pacifique, incluant la Colombie-Britannique,. Si la France ne poursuit pas ses explorations de la future Colombie-Britannique suivant la navigation de Lapérouse, elle aura un impact majeur sur les revendications impériales. Bien que Lapérouse n’ait passé que 24 jours dans les eaux de ce qui deviendra la Colombie-Britannique, il ajoute aux connaissances acquises pendant le voyage antérieur de Cook.
Entre 1785 et 1787, l’Espagne et la Grande-Bretagne envoient diverses expéditions pour tenter d’imposer les prétentions de chacun. C’est le refus du comte de Mirabeau de porter son aide à l’Espagne qui la mène à abandonner sa position. Incapable de défendre ses intérêts sans le secours la France, elle se retire de Nootka, donnant libre cours à la Grande-Bretagne de prendre le contrôle de la Colombie-Britannique. Plus tard, une montagne et un récif au large de l'île porteront le nom de La Pérouse.
Né le 13 juillet 1755 à La Barbade, possession française à l'époque, Étienne Marchand devient capitaine dans la marine marchande française en 1789. De 1790 à 1792, il effectue un voyage autour du globe pour renforcer la place de la France dans la traite des fourrures. Le capitaine longe les eaux au large des côtes du Nord-Ouest du 21 août au 8 septembre 1791 (19 jours). Lors d'une visite des îles de la Reine-Charlotte (Haïda Gwaii), Marchand s'inspire des textes ethnologiques de La Pérousse, qu'il peaufine notamment aux niveaux de l'art, des habitations, de la tenue vestimentaire et de la langue. Marchand devance de 20 mois l'arrivée par voie terrestre, en mai 1793, de l'explorateur écossais Alexander Mackenzie, qui sera accompagné de son équipage de six voyageurs canadiens-français.
L’histoire de l’arrivée des Canadiens Français au début du 19e siècle est intimement liée au développement de la côte du Pacifique en général. Déjà à la fin du 18e siècle, sous l’égide et l’emploi de la Compagnie du Nord-Ouest, les Voyageurs canadiens-français accompagnent les expéditions du bassin du fleuve Mackenzie et rejoignent les Rocheuses. Ils participent ainsi en grande mesure aux explorations et au développement de la Colombie-Britannique, grâce au rôle de la Compagnie du Nord-Ouest, la Compagnie de la Baie d'Hudson et l'Église catholique dans les Districts de la Nouvelle-Calédonie et Columbia. Six voyageurs Canadiens-français accompagnèrent l'explorateur Mackenzie au cours de son expédition à la côte ouest du continent de 1792-1793. Sur les 1 240 voyageurs arrivés avant 1858 dans le Nord-Ouest (toute la côte du Pacifique comprise), le tiers est métissé.

Après la fusion de la Compagnie de la Baie d’Hudson et de la Compagnie du Nord-Ouest en 1821, le Canada français continue d’être la principale source d’employés. Devant la compétition américaine, la Compagnie de la Baie d’Hudson se voit obligée de déménager son quartier général régional plus au nord, soit à Vancouver, en 1843. Il est possible d’affirmer que sans la présence des Canadiens Français à la solde de la compagnie, les États-Unis auraient certainement étendu leur territoire pour rejoindre l’Alaska. En 1857, malgré le déclin de leur immigration causé par le ralentissement de la traite des fourrures, les Canadiens Français représentent toujours 60% des non-Autochtones sur le territoire.

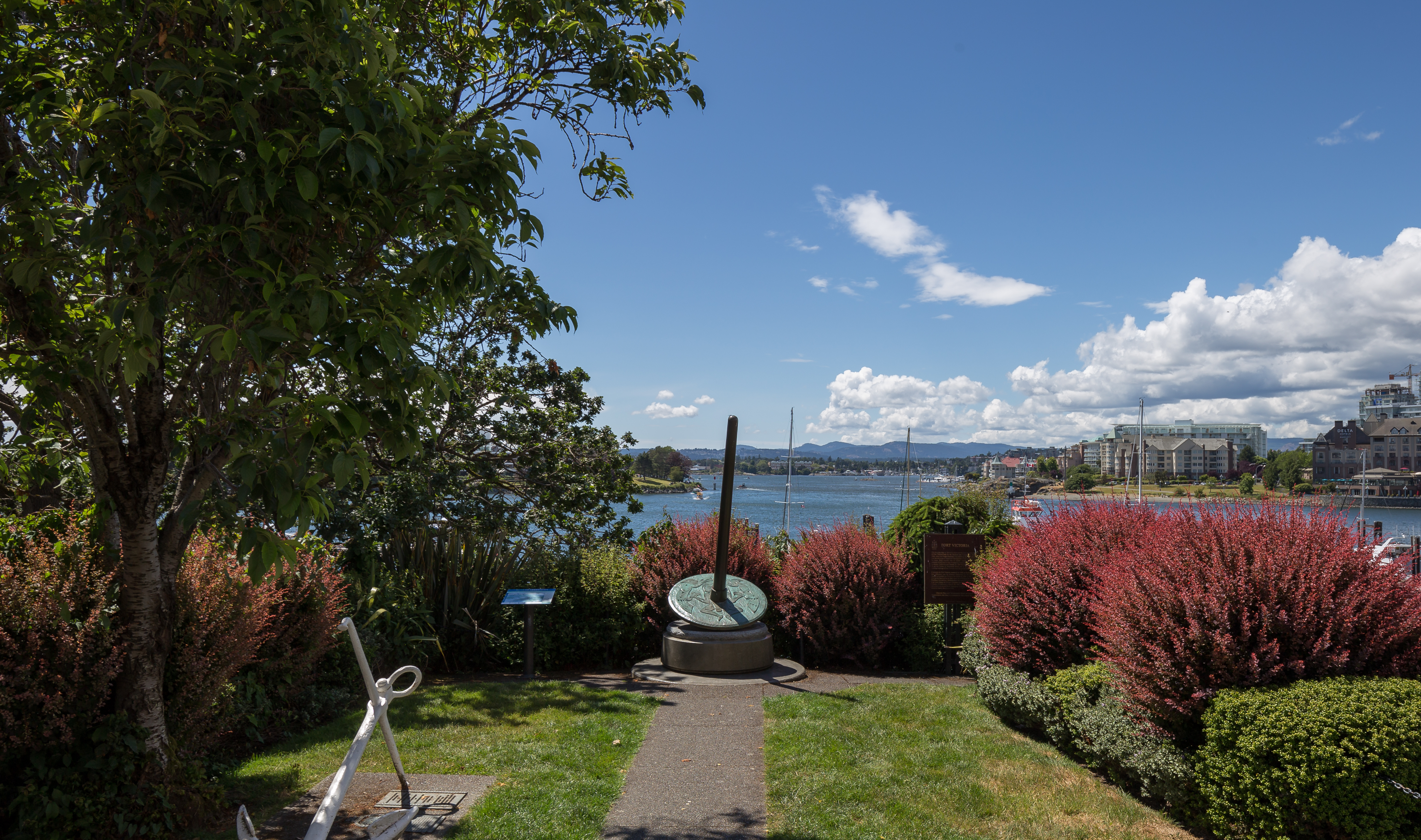
Site historique national de Fort Victoria

Les Sœurs de Sainte-Anne arrivèrent à Victoria en 1845, peu après la construction du fort Victoria, et fondèrent la première école de la colonie. L'école, conservée par le gouvernement provincial, est aujourd'hui le bâtiment de type européen le plus ancien dans la province. Les Sœurs de Sainte-Anne établirent aussi l'hôpital Saint-Joseph, qui est devenu plus tard le Victoria General Hospital.
Le premier évêque de l'île de Vancouver, Modeste Demers fit transporter de San Francisco à Victoria une imprimerie utilisée par un Américain pour publier Le Courrier de la Nouvelle-Calédonie pendant quelques semaines en 1858 — le deuxième journal publié en Colombie-Britannique.
Charles-Marie Pandosy, un membre français des Oblats de Marie-Immaculée, fonda en 1859 une mission à ce qui est aujourd'hui la ville de Kelowna. Un religieux de l'ordre des Oblats, le père Léon Fouquet, fonda lui en 1861 une école résidentielle amérindienne à Mission avec l'aide des Sœurs de Sainte-Anne. Avant 1858, quand commença la ruée vers l'or, les Canadiens-français formaient la population plus nombreuse de la partie continentale de ce qui est aujourd'hui la Colombie-Britannique. Après la construction de chemin de fer transcontinental une petite communauté francophone d'ouvriers s'installa à Hatzic Prairie, non loin de la mission des Oblats à Mission.
Les Français du milieu 19e siècle viennent en Colombie-Britannique chercher la fortune, de meilleures conditions de vie ou un milieu propice à l’épanouissement de leur catholicisme. Pendant les années 1850, une décennie d’expansion économique et coloniale pour la France, celle-ci redécouvre le Canada et y envoie des consuls et agents consulaires. Des agents d’immigration canadiens sont également présents de façon presque continue en France à partir de 1861. Les évêques de l’Ouest canadiens identifient des intermédiaires pour recruter en Europe des immigrants franco-catholiques. Déjà à Victoria, un contingent d'immigrants français est suffisamment nombreux pour organiser le 24 février 1860, jour de l’anniversaire du renversement du roi Louis-Philippe, une imitation de la Société de bienfaisance française de Californie, dont les membres sont admis gratuitement à l’Hôpital français de Victoria, qui ouvre ses portes la même année.

### Émigration canadienne-française
Au tournant du XXe siècle, l'industrie forestière de la vallée du fleuve Fraser attire des ouvriers canadiens-français et leurs familles du Québec et de l'Ontario. Un premier groupe s'installe en septembre 1909, puis un second, en mai 1910. Environ 400 Canadiens français fondent à Maillardville la première paroisse catholique de langue française à l'ouest des montagnes Rocheuses en 1910, ainsi qu'une première école, qui prennent toutes deux le nom de Notre-Dame-de-Lourdes.

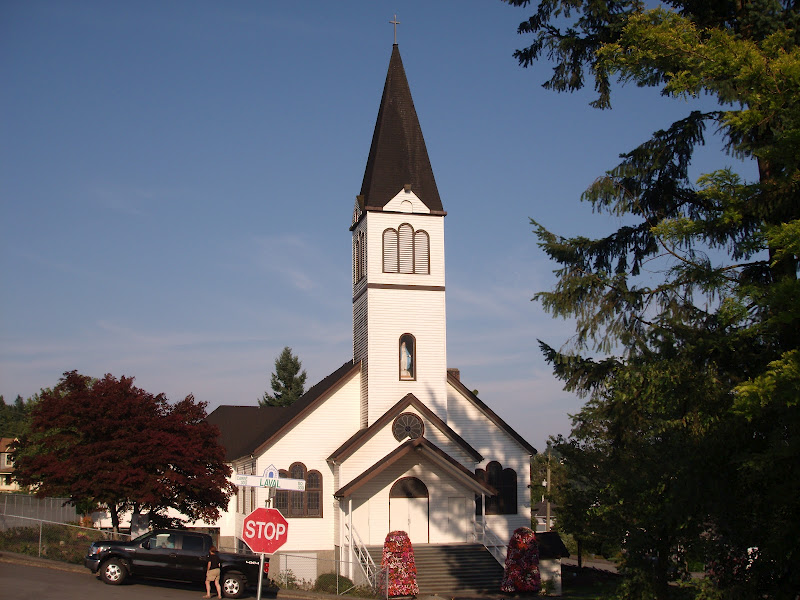
Église Notre-Dame-de-Lourdes / Our Lady of Lourdes, 828 Laval Square, Coquitlam, BC V3K 2E6

En 1921, la population d'origine française atteint 11 200 en Colombie-Britannique; c'est 2% de la population provinciale à l'époque. Les principales concentrations de population canadienne-française sont Victoria, Vancouver et Maillardville.
L'augmentation de la population canadienne-française dans les années 1940 entraîne la construction d'une seconde école catholique à Maillardville, Notre-Dame-de-Fatima, en 1946.
La Fédération des Canadiens français de Colombie-Britannique (FCFCB) est fondée en 1945 et se donne le mandat de fonder des paroisses de langue française. Elle y voit "le seul moyen [...] de regrouper sûrement les Franco-Colombiens". Grâce en partie à ces efforts, cinq nouvelles paroisses de langue française ouvrent à Maillardville (1946), à Vancouver (1946), à Port Alberni (1950), à Victoria (1957) et à New Westminster (1958).
En 1960, la province compte une vingtaine de paroisses et d'écoles bilingues ou de langue française.

### Émigration de la Francophonie mondiale

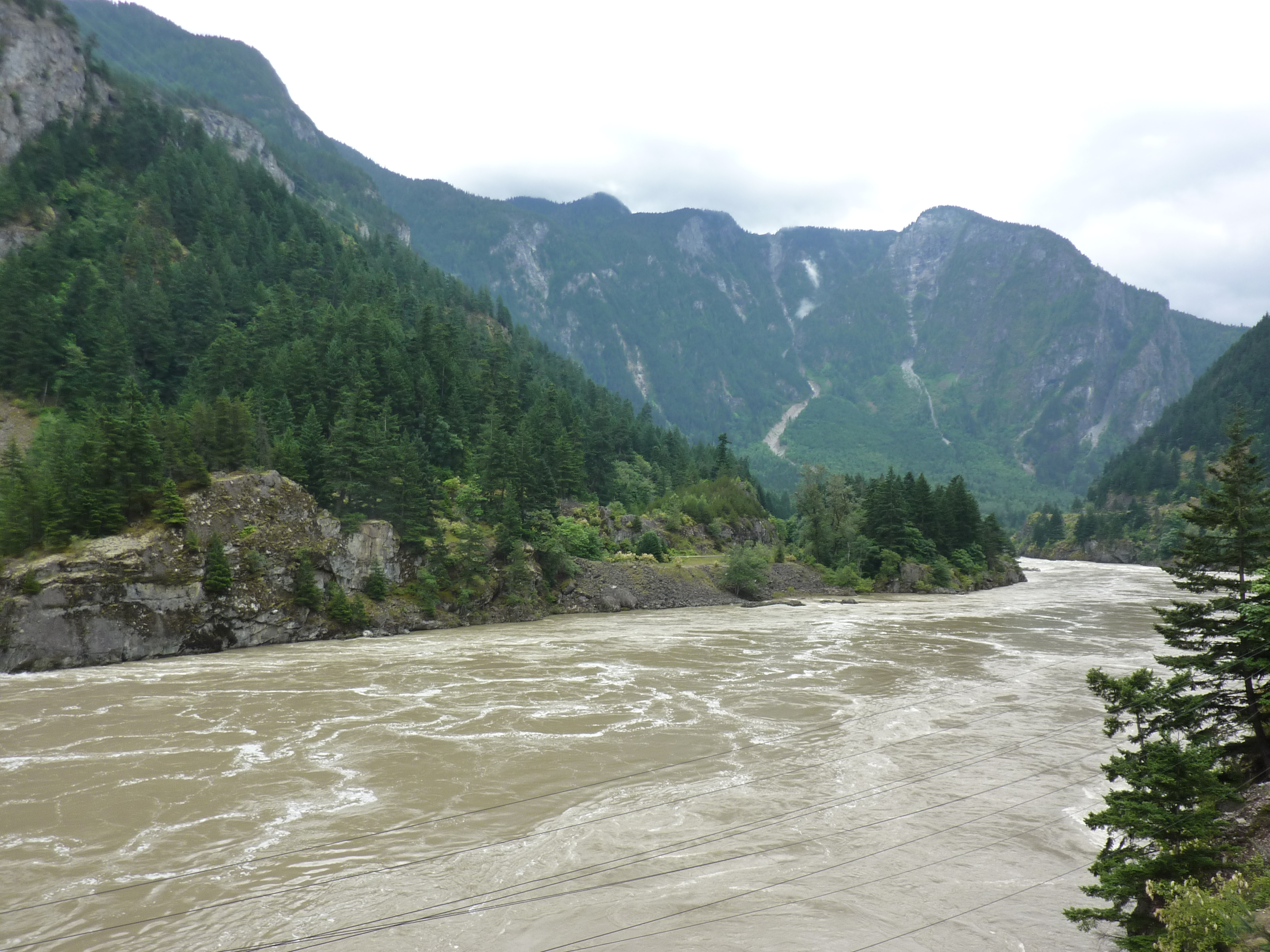
Le fleuve Fraser

Avec la Ruée vers l’or dans le Klondike à partir de 1897, plusieurs milliers de Français et de Belges se rendent au Yukon et en Colombie-Britannique. La même année, un consulat de Belgique est établi à Vancouver. Dans la vallée de l'Okanagan, des cultivateurs belges s'installent près de Vernon et développent des vergers prospères dans les années 1910 et 1920 avec la Belgian-Canadian Fruit Lands Company. D'autres Belges établissent des fermes laitières dans la vallée du fleuve Fraser.
Étant donné la vocation essentiellement économique de l’immigration à l’époque, l’État fédéral canadien se soucie assez peu de la dimension communautaire de l’expérience: on présume que le travail, le commerce et le christianisme agiront de façon normative sur ces Européens pour qu’ils s’intègrent à leurs localités.
La population immigrante française au Canada augmente de 130% dans la décennie 1950, encouragée par les opportunités économiques présentes dans les années de l'après-guerre.
Depuis les années 1970, l'immigration de langue française provient de plus en plus de l'Afrique francophone, mais aussi d'Haïti et de l'Asie.
En 2003, la Fédération des francophones de la Colombie-Britannique (FFCB) entreprend une évaluation des services offerts aux nouveaux immigrants francophones en province, car plusieurs d’entre eux sont insuffisamment informés des services éducatifs, gouvernementaux et culturels disponibles en français sur la côte du Pacifique. Serge Corbeil, porte-parole de la FFCB, se demande s’il ne devrait pas exister « une agence francophone […] pour donner une gamme de services plus complets aux immigrants de langue française ». L’existence d’une « véritable structure d’accueil en français » serait un besoin criant selon lui. En mai 2004, l’enquête auprès de 530 immigrants francophones révèle que les services en français dans le grand Vancouver se font rares. Comme solution à court terme, la FFCB développe une trousse d’appui, en attendant l'élaboration d'un plan et d'une structure. Le site web Vivre en Colombie-Britannique, un guide sur les services d’établissement (dont ceux offerts en français), est lancé en 2006.
Sur la côte du Pacifique, le ministère fédéral de l'Immigration et de la Citoyenneté finance la formation d'un Comité directeur sur l’immigration francophone de la Colombie-Britannique pour mettre en œuvre les engagements de la Feuille de route de 2008. En vertu de son Accord relatif à la collaboration entre le Canada et la Colombie-Britannique en matière d’immigration (doté d’une enveloppe de 114 M$), la province doit offrir des services d’établissement en français et subventionner la nouvelle Agence francophone d’accueil des immigrants de Vancouver.
En 2011, la Colombie-Britannique comprend 15 500 immigrants dont la première langue officielle parlée est le français. Vancouver constitue d'ailleurs la troisième destination en importance pour les immigrés francophones à l'extérieur du Québec; d'ailleurs, un Vancouverois francophone sur trois est né à l'étranger.
En 2014, Radio-Canada rapporte qu'en Colombie-Britannique, des organismes francophones sont « à couteaux tirés » avec la FFCB sur l’enveloppe de 1,2 M$ affectée par l’État fédéral sur deux ans à l’accueil et à l’intégration de l’immigration francophone. La Boussole, la Société francophone de Maillardville, la Société francophone de Victoria, l’Association francophone de Surrey et le Centre d’intégration pour immigrants africains accusent la FFCB d’offrir des services directs en établissement, plutôt que de répondre à son mandat historique de porte-parole. L’enjeu est au cœur de l’assemblée générale de la FFCB, tenue du 20 au 22 juin 2014 à Vancouver. Les délégués proposent de créer un groupe de travail pour réfléchir au rôle de la FFCB vis-à-vis de la question.
À l’hiver 2019, l’entente avec le Réseau de l'immigration francophone de Colombie-Britannique est renouvelée à hauteur de 1,7 M$. Ses services sont principalement orientés vers l’employabilité.
Cette évolution amène l'historien Gratien Allaire à conclure, en parlant des vagues successives d'immigration francophone dans l'Ouest canadien,
« Bien qu’elle soit ainsi définie majoritairement dans le temps, la francité est toujours diverse, composée dans des proportions changeantes de Québécois, de Métis, de Canadiens français, d’Acadiens, d’Européens (Français, Belges, Suisses, Allemands), de Francos (« à trait d’union ») : Manitobains, Albertains, Colombiens et… Fransaskois), d’Arabes du Maghreb, d’Africains, d’Asiatiques des anciennes colonies françaises, de Britanniques, de Canadiens anglais et d’allophones. [...] Cette évolution de la francité et ses métamorphoses successives sont en grande partie la conséquence de ses relations avec l’Autre, un Autre qui change avec le temps. L’historiographie a retenu et analysé ces conflits plus particulièrement ceux qui ont opposé avec force les Franco-Canadiens aux Anglo-Canadiens. Cependant, le rapport à l’Autre a le plus souvent été l’objet d’un modus vivendi au quotidien. Il n’a pas toujours été conflictuel; et il l’est de moins en moins, malgré la résurgence plus ou moins prononcée de l’idéologie anglo-canadienne à certains moments. »
En Colombie-Britannique, selon le politologue Christophe Traisnel et les sociologues Nicole Gallant et Isabelle Violette,
« [I]l paraît bien difficile, au sein de la communauté francophone, de repérer une quelconque référence à une communauté francophone historique, et ce, en dépit des efforts actuellement déployés par les organismes pour « redécouvrir » l’histoire ancienne de la présence des francophones dans la province. La dimension ethnique existe bel et bien, mais c’est pour mieux désigner la diversité culturelle qui compose la communauté francophone. »
Selon les chercheurs, le cadre de référence civique, fondé sur une identité liée aux institutions et au réseau d'individus, permet aux gens qui veulent se joindre à la communauté de s'y greffer plus facilement.

## Politique

### Revendications politiques
La Colombie-Britannique devient la sixième province de la Confédération canadienne en 1871. L'année suivante, la jeune province adopte la Public Schools Act. La loi prévoit un régime d'éducation non confessionnel (implicitement de langue anglaise), financé à raison des fonds publics. Aucune concession n'est prévue pour la population catholique ou les Canadiens français.

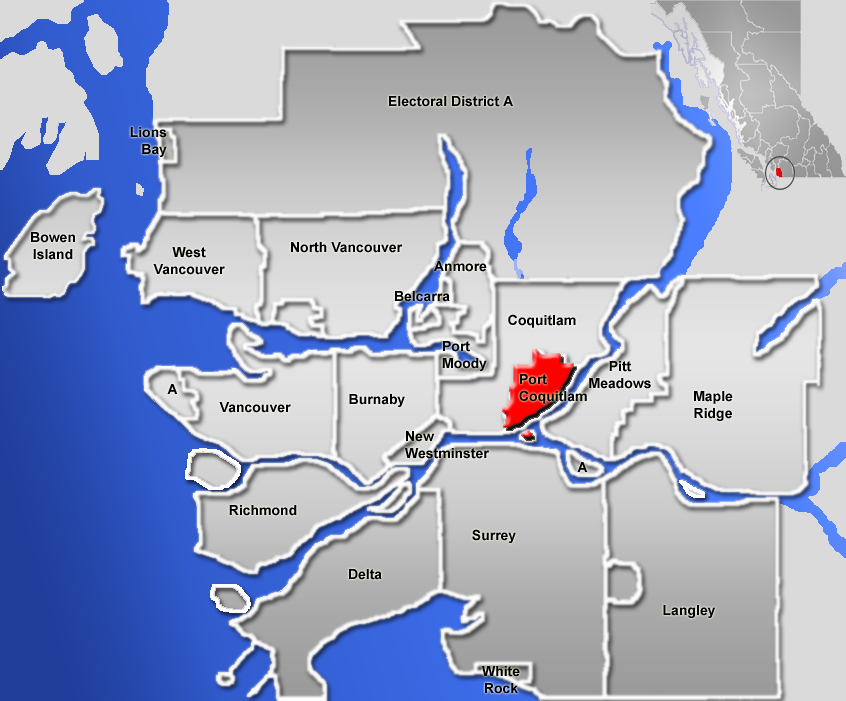
Carte des municipalités de la municipalité de district du Grand Vancouver

À la fin de la décennie 1940, le secteur Maillardville de Coquitlam regroupe la plus grande concentration de francophones de la province. On y trouve les deux seules écoles catholiques et bilingues de la province: Notre-Dame-de-Lourdes et Notre-Dame-de-Fatima.
Puisque la loi scolaire provinciale interdit le financement des écoles confessionnelles, les parents canadiens-français doivent assumer les frais associés au fonctionnement des deux écoles et le transport scolaire de leurs enfants, en plus de payer leurs taxes scolaires pour subventionner le système éducatif public. Les parents estiment alors subir une "triple taxation".
Pour protester contre la situation, en avril 1951, le conseil scolaire qui gouverne les deux écoles de Maillardville déclenche une grève. Afin d'exercer des pressions sur la province pour remédier aux "graves injustices" subies par les Canadiens français et les catholiques, le conseil ferme les deux écoles. Les 840 élèves se retrouvent ainsi sur les bancs des écoles publiques de langue anglaise de Coquitlam. Le clergé et les parents formulent sept requêtes, parmi lesquelles figurent l'exemption des taxes scolaires, la disponibilité de subventions provinciales pour les deux écoles de Maillardville, ainsi que le financement du transport scolaire et des services médicaux. Le conseil scolaire de Maillardville tente de mobiliser l'opinion publique en faisant un plaidoyer à la radio et en faisant intervenir l'archevêque de Vancouver en sa faveur. C'est ce qui fait dire aux politologues Rémi Léger et Nicholos Poullos que le cadre d'action des Canadiens français reste ancré à l'intérieur des paramètres de l'Église.

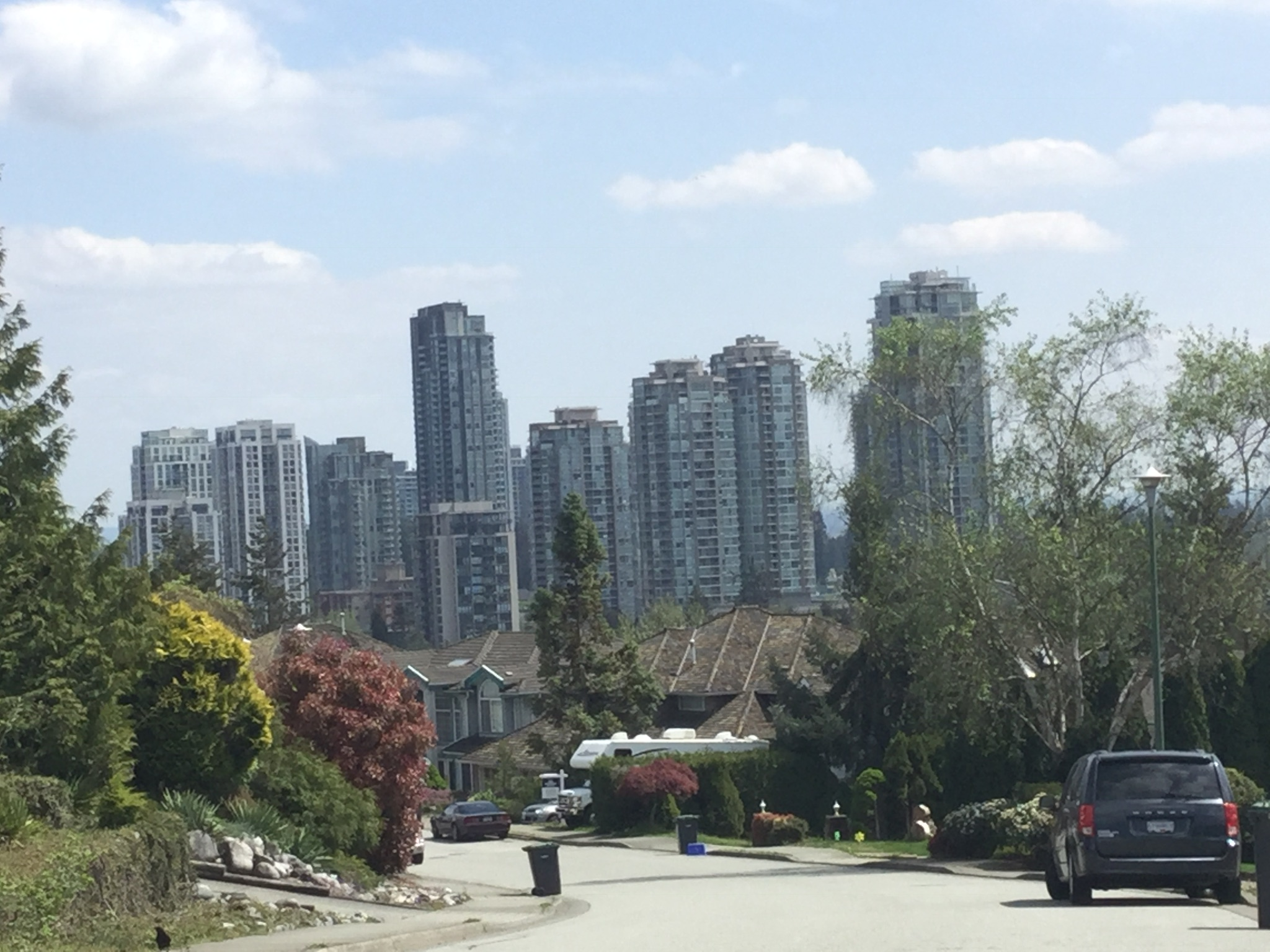
ville de Coquitlam

Le gouvernement refuse cependant d'élargir les critères d'admissibilité pour qu'une école reçoive des fonds publics. Après 17 mois de grève, le conseil scolaire de Maillardville décide de déposer les armes, de recruter de nouvelles enseignantes et de rouvrir ses deux écoles en septembre 1952. Pire encore, on doit abandonner le programme secondaire qui existait jusqu'en 1951, faute d'enseignantes et de moyens.
L'échec de la grève, rajouté à la laïcisation de la société canadienne-française dans les années 1960, amène la Fédération des Canadiens français de la Colombie-Britannique (FCFCB) à changer son fusil d'épaule et à préconiser le développement d'écoles de langue française - au lieu de paroisses - comme la principale institution de socialisation francophone. Ce "nouveau souffle" arrive, en partie, grâce à l'investissement de migrants récemment arrivés du Québec et des Prairies.
La Révolution tranquille au Québec, qui préconise un élargissement de la participation des Canadiens français à vie économique et politique dans la province, notamment par l'augmentation du financement public investi en éducation, contribue à changer la donne pour l'enseignement en français sur la côte du Pacifique.
Puisque les francophones hors Québec, à l'époque, ne possèdent pas un droit à une éducation en français, les Franco-Colombiens doivent tempérer leurs attentes et convaincre les législateurs britanno-colombiens de leur faire des concessions. La FCFCB adopte de nouvelles stratégies, dont l'écriture de mémoires et les interventions médiatiques, pour obtenir des mesures de reconnaissance. Le principe d'une égalité de statut et de droits des deux peuples fondateurs de la Confédération est souvent évoqué dans les nouvelles revendications. En 1964, l'agent de liaison de la FCFCB, Roméo Paquette, recommande à la province de parrainer les trois écoles catholiques de langue française de la province, à titre de projet pilote. Au congrès annuel de 1965, les délégués de la FCFCB accordent au Bureau de direction le mandat d'entamer les démarches auprès du ministère de l'Éducation "en vue d'obtenir des écoles françaises dirigées et administrées par des commissaires de langue française élus par les contribuables concernés". La résolution divise cependant le clergé catholique, qui craint la marginalisation du catholicisme dans les revendications scolaires des francophones. La FCFCB est plutôt d'avis que la revendication pour une éducation laïque en français, politiquement, a plus de chance de se réaliser. 
Les propositions de la FCFCB sont mal reçues par le conseil des ministres, qui juge "qu'aucune action n'était requise puisque la loi scolaire n'imposait pas [explicitement] l'anglais comme langue d'enseignement". Malgré la déclaration du premier ministre W.A.C. Bennett devant ses homologues provinciaux, à l'automne 1967, que "tout étudiant peut apprendre le français" à l'intérieur du régime scolaire public britanno-colombien, ce qui est faux, sa déclaration contribue à déplacer le curseur du débat politique sur l'unilinguisme anglais de l'enseignement dans la province.
Prenant la balle au bond, la FFCB redirige son action politique vers le conseil scolaire de Coquitlam. À l'hiver 1968, la British Columbia Teachers Federation adopte une résolution en faveur de la création de classes en français partout où le nombre d'élèves le justifie. Le gouvernement donne son aval à un projet-pilote d'enseignement en français, mais ne le réserve pas au groupe franco-colombien, mais plutôt à tous les enfants "dont les parents en ont fait la demande". En septembre 1968, l'Alderson Elementary School de Maillardville accueille 42 élèves dans un programme de maternelle en français; les deux tiers sont issus de familles francophones. La victoire modeste entrouvre la porte à d'autres programmes en français ailleurs.
En 1968, la Commission royale d'enquête sur le bilinguisme et le biculturalisme recommande à l'État fédéral à investir dans l'éducation de langue française d'un océan à l'autre, ce qui permettra aux Franco-Colombiens de commencer à imaginer un véritable régime scolaire de langue française. En 1970, le Programme des langues officielles en éducation (PLOÉ) est introduit par l'État fédéral, offrant une prime de 5% sur les coûts de l'éducation aux provinces à majorité anglophone pour des programmes scolaires d'immersion française et de 10% pour les programmes d'éducation en langue française. Si le PLOÉ amène certaines provinces à élargir l'enseignement en français à toutes les matières dans les écoles bilingues, la Colombie-Britannique, qui vient d'approuver l'instruction partielle en français à l'intérieur des écoles publiques existantes, maintient le cap.
L'élection d'un gouvernement néo-démocrate en 1972 nourrit l'espoir à la Fédération des Franco-Colombiens (nouveau nom de la FCFCB) d'élargir un programme livré à moitié en français à un plein programme de langue française. Le mémoire de la Fédération déposée au ministère de l'Éducation en 1973 réclame le financement de pleine écoles françaises, jugeant insatisfaisant et inadapté "aux besoins du groupe franco-colombien" le projet-pilote du conseil scolaire de Coquitlam. On sera toutefois déçu de l'approche de la ministre Eileen Dailly, qui insiste sur le besoin de nourrir le vivre-ensemble parmi tous les enfants de la province au sein d'un même système.
Le curseur du débat se déplace à nouveau suivant la formation d'un gouvernement indépendantiste au Québec en novembre 1976. Depuis un an, les partis de l'opposition à Victoria, tout comme les éditorialistes des journaux The Province et The Vancouver Sun, appellent la province à accorder plus d'attention aux requêtes des Franco-Colombiens. En 1977, le premier ministre Bill Bennett accepte enfin la création d'un programme scolaire en français; le ministre de l'éducation fait l'annonce en évoquant "l'intérêt national de permettre aux élèves de la province d'étudier dans l'autre langue officielle".
L'historien Nicolas Kenny rappelle le travail de terrain qu'ont fait les parents franco-colombiens pour ouvrir des classes de langue française des décennies 1950 à 1980. Ils ont cherché à convaincre leurs voisins et leurs amis à se joindre au combat. C'est autour de tables de cuisine que des parents ont consacré des "heures innombrables" à écrire des demandes des subventions et à apprendre les détails des relations fédérales et provinciales pour obtenir des fonds additionnels du BC Ministry of Education. La revendication s'inscrit dans l'image d'un Canada qui reconnaîtrait deux peuples fondateurs et deux langues officielles et prend ses distances des requêtes des groupes chinois ou japonais, entre autres exemples, qui militent plutôt contre la ségrégation et la discrimination dans le système scolaire de la majorité.
En septembre 1979, la Colombie-Britannique inaugure le Programme cadre de français, qui pourra être offert dans les écoles où un minimum de 10 parents en feront la demande; 233 élèves s'inscrivent au Programme à sa première rentrée. Malgré l'importance de cette victoire politique, le Programme n'est pas offert au-delà de la 7e année d'enseignement, puis la plupart des classes sont formées au sein des écoles de langue anglaise. Par ailleurs, certains parents francophones se méfient que le Programme soit voué à l'échec ou craignent que leurs enfants soit désavantagés dans une transition vers l'enseignement en anglais au secondaire. Souvent, les familles de classe ouvrière ou les ménages exogames sont plus portés à choisir un enseignement en anglais (ou anglo-dominant) pour leurs enfants. Ainsi, plusieurs attendent que le Programme ait fait ses preuves et s'abstiennent d'y inscrire leurs enfants. À cause de faibles niveaux d'inscriptions, à plusieurs endroits, les élèves ayant opté pour le Programme se trouvent dans des classes où l'on enseignent trois ou quatre niveaux. Après un an d'essai, certains élèves abandonnent. Les parents se rendent compte que le Programme cadre de français survivra là où les parents se mobiliseront. À Mission, par exemple, les parents font des tours d'appels, à partir de l'annuaire téléphonique, à tous les ménages portant un patronyme français.
Le Programme cadre n'étant pas exclusif aux élèves anglophones, certains y voient une forme d'immersion déguisée, puisqu'à certains endroits, la moitié des élèves ne parlent pas le français. Le ministère de l'Éducation se voit obligé d'intervenir à répétition pour expliquer la différence entre le Programme cadre de français et l'immersion aux conseillers scolaires.
Il faut attendre l'entrée en vigueur de l'article 23 de la Charte canadienne des droits et libertés en avril 1982, qui garantit l'enseignement en français aux niveaux primaire et secondaire partout où le nombre d'élèves le justifie, pour que certains conseils scolaires récalcitrants acceptent de créer des classes françaises distinctes des classes d'immersion française. À l'automne, le Programme rejoint 972 élèves, quatre fois plus que trois ans plus tôt, mais plusieurs francophones se trouvent toujours dans des classes d'immersion. Devant l'assemblée générale de l'Association des parents francophones de la Colombie-Britannique (APFCB) en avril 1990, l'élève Éric Doucet juge que les aptitudes linguistiques de ses collègues francophones à l'école d'immersion s'est détérioré au fil des ans. Par ailleurs, ce n'est pas parce qu'un droit existe qu'il est respecté: à Abbotsford, le Programme cadre de français rebondit d'une école à l'autre, en fonction des classes qui sont disponibles. Et une partie de l'opinion publique anglophone accuse les parents francophones de leur "imposer le français", voire d'instaurer une forme d'"apartheid" au sein du régime scolaire britanno-colombien.
En 1995, le Programme cadre de français rejoint près de 3000 élèves; c'est 14 fois de plus que la cohorte initiale en 1979. À plusieurs endroits, dans les années 1980 et 1990, la demande est devenue suffisante pour justifier l'ouverture d'écoles homogènes de langue française.
En ce qui concerne l'enseignement secondaire, il est autorisé par le ministère à compter de 1987, mais introduit qu'à l'École Victor-Brodeur de Victoria pendant la première année.

### Symboles franco-colombiens
Le drapeau des Franco-Colombiens est dévoilé le 15 mai 1982 suivant un concours par tenu Raymond Lemoine, directeur de l'École des Pionniers de Maillardville. Il comporte le cornouiller, emblème floral de la Colombie-Britannique, et la fleur de lys, symbole de la France ou de la francophonie. Les lignes bleues se rapportent à l'océan Pacifique, dans la partie gauche, et aux montagnes Rocheuses, dans la partie droite.

## Société

### Un régime éducatif de langue française
Si le développement des classes et des écoles de langue française a répondu aux préoccupations immédiates des parents francophones de faire instruire leurs enfants dans leur langue, ils constatent, du même souffle, un flagrant manque "de gestion et de contrôle" de ce début de régime scolaire franco-colombien. À l'époque, seuls les Anglo-Québécois (depuis 1842) et les Acadiens du Nouveau-Brunswick (depuis 1979) possèdent des conseils scolaires indépendants pour régir les écoles de la minorité de langue officielle. L'article 23 a reconnu un certain degré de gestion et de contrôle des "établissements de la communauté" de langue officielle vivant en situation minoritaire, sans toutefois statuer explicitement qu'elle a droit à des conseils scolaires francophones a mari usque ad mare. Première à interpréter l'application de l'article 23, la Cour d'appel de l'Ontario, en 1984, reconnaît l'école de langue française dans cette province comme étant "part and parcel of the community's social and cultural fabric". Prenant acte de la décision, l'Ontario opte pour la création de "sections" de langue française possédant la responsabilité de gérer la construction d'écoles et l'embauche du personnel en 1985. Trois ans plus tard, la province constituent des premiers conseils scolaires de langue française pour les écoles de langue française d'Ottawa-Carleton et les écoles publiques françaises du grand Toronto.

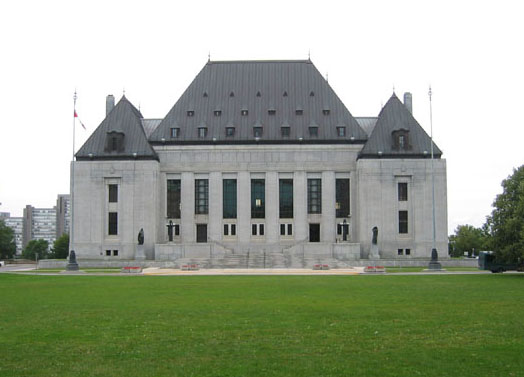
Cour suprême du Canada

Puisqu'il s'agit de droits constitutionnels qui touchent à l'ensemble des citoyens canadiens, les parents franco-colombiens se mobilisent pour obtenir une structure de gouvernance francophone des écoles de langue française de la province. Les parents invoquent d'ailleurs les transferts linguistiques les plus élevés du pays (à 70%) pour justifier l'urgence d'agir. Suivant l'arrêt Mahé (1990) et le Renvoi sur les écoles publiques du Manitoba (1993), par lequel la Cour suprême du Canada reconnaît formellement le droit de gestion et de contrôle aux communautés de la minorité de langue officielle, la Colombie-Britannique accepte de constituer un district scolaire francophone en 1995, mais seulement pour les écoles du Sud-Ouest, de Chilliwack à Victoria, laissant ainsi la gestion des autres petites écoles et classes de langue française aux commissions scolaires anglophones régionales.
Cela amène la Fédération des parents francophones de Colombie-Britannique (FPFCB), nouveau nom de l'APFCB, à entamer une poursuite contre le gouvernement britanno-colombien. En 1996, la Cour suprême provinciale contraint la province à reconnaître le droit des parents francophones à gérer leur propre conseil scolaire et de financer la construction d'écoles à l'échelle de la province. Les parents s'en réjouissent, mais les modifications que le gouvernement apportent à la School Act ne leur fournissent pas les ressources suffisantes ou les mécanismes pour négocier, de gré à gré, avec les conseils anglophones, notamment en ce qui concerne le partage des installations scolaires. Appelé à revenir sur le dossier en 1997, le juge David Vickers tranche que la province n'a pas suffisamment protégé les parents francophones contre l'incertitude causée par l'humeur et les préoccupations des conseillers anglophones, qui parfois imposent des déménagements ou des loyers exorbitants.
À partir de 1998, le Conseil scolaire francophone de la Colombie-Britannique (CSF) gère l'ensemble des écoles de langue française de la province.
Il lui reste cependant beaucoup de pain sur la planche : à l'époque, les écoles de langue française ne rejoignent que 15% des 19 000 « ayant droit », désignés à l'article 23, de la province. Avec la crédibilisation du régime scolaire franco-colombiens, l'engouement croissant des parents (natifs et immigrants) pour un bilinguisme substantiel et l'ouverture de nouvelles classes et écoles - le nombre de localités desservies passe d'une vingtaine à 78, les inscriptions augmentent à 5 500 élèves en 2015, puis à 6 200 élèves en 2020. Alors qu'un élève sur mille était inscrit à une école de langue française en 1983, c'est un élève sur cent trente ans plus tard.
Les installations scolaires franco-colombiennes ont récemment fait l'objet de deux causes, qui se sont rendues jusqu'à la Cour suprême du Canada.
La plupart des classes de langue française en province continuent d'exister à l'intérieur d'écoles de langue anglaise, puis un certain nombre d'écoles homogènes sont inaugurées dans de vieux édifices délestés par les conseils scolaires anglophones.
Ouverte dans une vieille école de langue anglaise de l'ouest de Vancouver en 2001, l’École Rose-des-Vents a une capacité opérationnelle de 199 élèves, mais l'école en compte 344 en 2011. L’édifice est dépourvu de fenêtres dans certaines classe, plus petites que la norme. L’entassement contribue à l’éclosion d’une infestation de poux. De plus, la majorité des élèves doit effectuer de longs trajets en autobus pour fréquenter l'école. Les parents estiment que la situation atteste d'une iniquité par rapport aux écoles de langue anglaise du secteur et souhaitent faire financer la construction d'une école de langue française.
En 2010, la collectivité franco-colombienne dépose deux requêtes devant la Cour suprême de la Colombie-Britannique, deux requêtes liées, mais indépendantes. La première requête, déposée par la FPFCB, porte sur la qualité de l’édifice de l’École Rose-des-vents; la seconde, déposée par le CSF, porte sur l'ensemble des installations scolaires franco-colombiennes.
Dans le premier dossier, les parents veulent démontrer que l’installation contrevient à l’article 23. Après une décision en leur défaveur à la Cour suprême provinciale, les parents convainquent la Cour suprême du Canada, en 2013, à entendre un appel. En 2015, le plus haut tribunal du pays déclare que l’immeuble de l’École Rose-des-vents n’est pas de qualité égale aux autres installations scolaires de Vancouver, sans toutefois conclure que l’article 23 de la Charte est clairement enfreint ou exiger des mesures de redressement.
Dans le second dossier, la Cour suprême provinciale accepte de clarifier l'application de l’égalité réelle à des petites écoles, puis de préciser les éléments comparatifs afin d'appliquer la notion concrètement. En septembre 2016, le tribunal ordonne à la province de corriger la situation à Vancouver, mais pas pour d'autres écoles de langue française en province. La province fait appel de ce jugement, en demandant entre autres à la Cour suprême du Canada, de préciser le seuil du nombre d’élèves à partir duquel les francophones ont droit à l’équivalence réelle et comment l'appliquer lorsque ce droit a été établi. En septembre 2019, la province invoque l'article 1 de la Charte pour plaider que l’équivalence réelle est impossible à mettre en œuvre à cause de raisons financières et de l'injustice que cela causerait aux conseils scolaires anglophones.
La Cour suprême du Canada n'est pas interpellé par un tel argument. Ayant tranché en 2015 qu’il existe un droit à l’équivalence réelle quand le nombre d’élèves dans l’école francophone est similaire à la moyenne des écoles anglophones avoisinantes, la majorité des juges, en juin 2020, tranche que l'évaluation de l'équivalence réelle doit non seulement se faire avec les écoles anglophones avoisinantes, mais aussi l'ensemble des plus petites écoles anglophones en province. On revient à la notion, évoquée dans d'autres causes, du "parent raisonnable", qui doit pouvoir identifier des avantages -  la qualité des installations, l'excellence des rapports avec les enseignants et la richesse des activités culturelles - pouvant compenser pour la petitesse de l’école et la durée des trajets de transport scolaire, alors qu'une école de langue anglaise populeuse peut offrir certains programmes et certaines activités, impossibles à réaliser dans une petite école. Le libre choix des parents ayant droit ne doit pas être contraint par des manques flagrants à l'équivalence réelle, tranche la Cour:
"Les juridictions inférieures ont adopté une interprétation démesurément restrictive de l’art. 23 de la Charte et de son rôle dans l’ordre constitutionnel canadien. Cet article a un objet réparateur, qui vise à favoriser l’épanouissement des minorités linguistiques officielles et à modifier le statu quo. […] La présence d’écoles de la majorité qui desservent un nombre donné d’élèves, peu importe leur emplacement dans la province, permet de présumer que la province considère que leur maintien est approprié du point de vue de la pédagogie et des coûts et donc qu’il est approprié de créer une école homogène de taille comparable pour la minorité. […] Lorsque cette démarche est appliquée en l’espèce aux demandes formulées par les représentants de la minorité linguistique en vue d’obtenir de nouvelles écoles ou l’agrandissement d’écoles existantes, ils ont le droit de bénéficier de huit écoles homogènes qui leur ont été refusées par les juridictions inférieures […]. À la lumière de ces indications, l’approche adoptée par les juridictions inférieures en l’espèce lorsque le nombre d’élèves n’était pas comparable à celui de la majorité doit être écartée, car cette approche se fondait sur un critère dit de proportionnalité plutôt que sur celui de l’équivalence réelle. Les conclusions de la juge de première instance sont donc modifiées pour tenir compte de la conclusion que l’ensemble des ayants droit dont les enfants fréquentent les écoles ou suivent les programmes du CSF ont droit à une expérience éducative réellement équivalente à celle des écoles avoisinantes de la majorité."
Même s'il ordonne à la province de verser immédiatement 7,1M$ au Conseil scolaire francophone, il invite les Franco-Colombiens à se montrer flexibles dans la réalisation des projets de réfection et l'introduction de programmes particuliers. D'après le juriste Mark Power, la décision de 2020 exige l'élaboration d'un nouveau cadre, par le ministère de l'Éducation, pour évaluer les projets immobiliers franco-colombiens, et risque d'entraîner « une correction de l’inégalité de pouvoir qui persiste depuis trop longtemps. »
En ce qui concerne l'éducation post-secondaire, il existe depuis 2004 un Département des Affaires francophones et francophiles à l'Université Simon Fraser, qui offre un baccalauréat en administration publique et des programmes en éducation en français.
Le collège Éducacentre offre, quant à lui, des programmes d'éducation en français à 1 500 étudiants dans ses campus de Vancouver, Victoria, Prince George et Nanaimo.

### Services gouvernementaux en français
Selon l'Agence de la fonction publique, en 2006, 3% des 16 061 postes de la fonction publique fédérale en Colombie-Britannique sont désignés bilingues.
Il n'existe pas de politique de services provinciaux en français, mais la Colombie-Britannique est signataire, depuis 2001, d'une entente-cadre avec le gouvernement fédéral pour renforcer la vitalité de la communauté francophone.
Un réseau provincial de services de santé en français a été fondé en 2003 pour regrouper des professionnels francophones et garder à jour un répertoire des services disponibles en français.
La ville de Coquitlam est la seule municipalité de la province à offrir des services en français.
En 2006, les Franco-Colombiens travaillent souvent dans les professions de l'enseignement (11%), du commerce (11%) ou de la santé (9%); 24% œuvrent dans le secteur des ventes et services, 16% sont entrepreneurs et 14% exercent un métier.

### Institutions culturelles franco-colombiennes
Après le Soleil de Colombie (1968-1997), l'Express du Pacifique est fondé en 1998 comme journal bimensuel; il fêtera son quart de siècle en 2023.

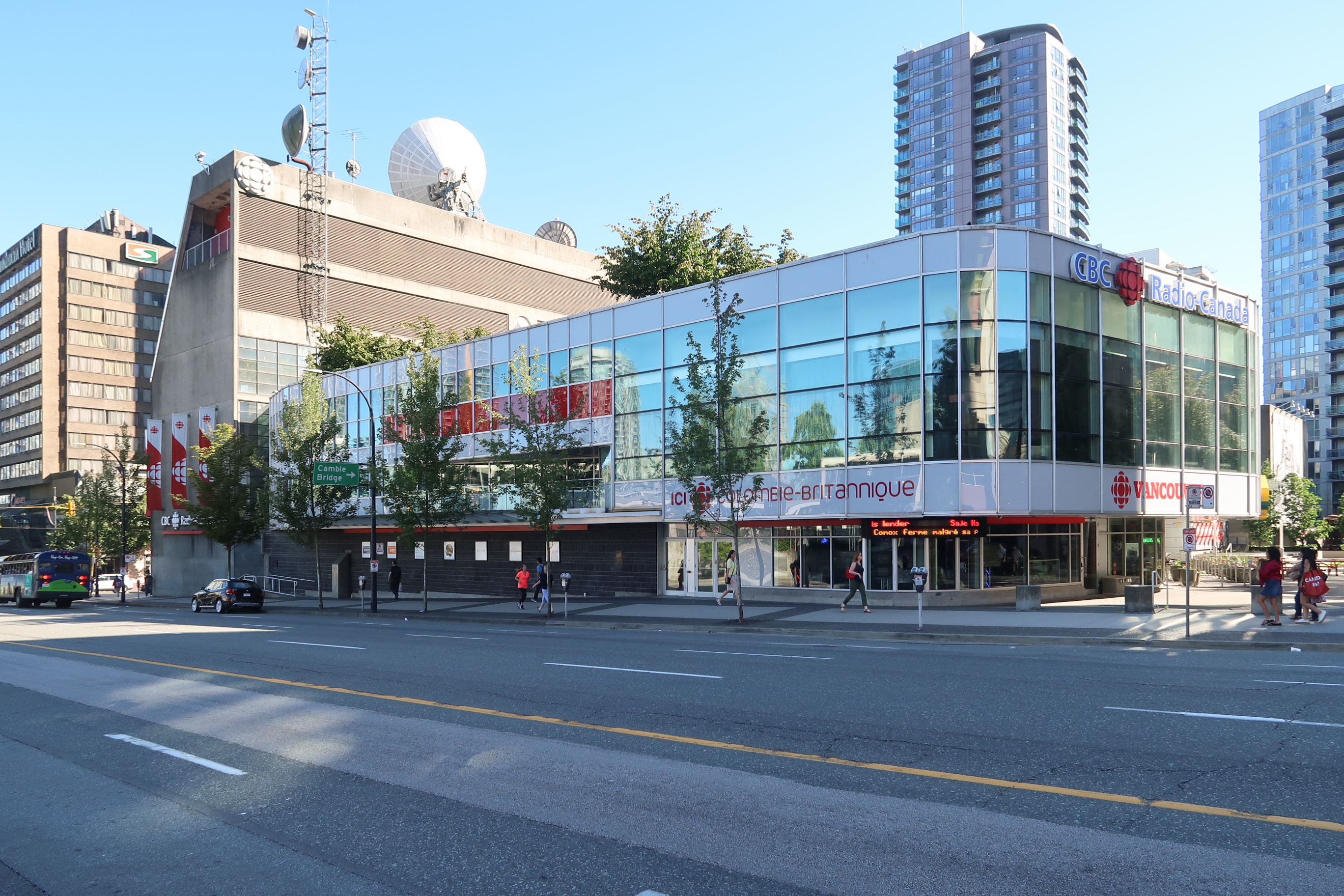
Studios de CBC/Radio-Canada à Vancouver

Ici Colombie-Britannique, l'antenne régionale de Radio-Canada, a pignon sur rue à Vancouver depuis les années 1970. On peut capter les ondes d'Ici Première, d'Ici Musique et d'Ici Télé dans la plupart des localités britanno-colombiennes.
Le festival francophone Rendez-vous Victoria, Le Festival du sucre d'érable de Nanaimo, les concerts Pacifique en chanson, le Festival d'été francophone de Vancouver, ainsi que le Festival du bois de Maillardville figurent parmi les activités francophones récurrentes.
Le Théâtre la Seizième est la seule compagnie de théâtre professionnel de langue française en province.

## Langue et démographie

### La variété de français de Maillardville

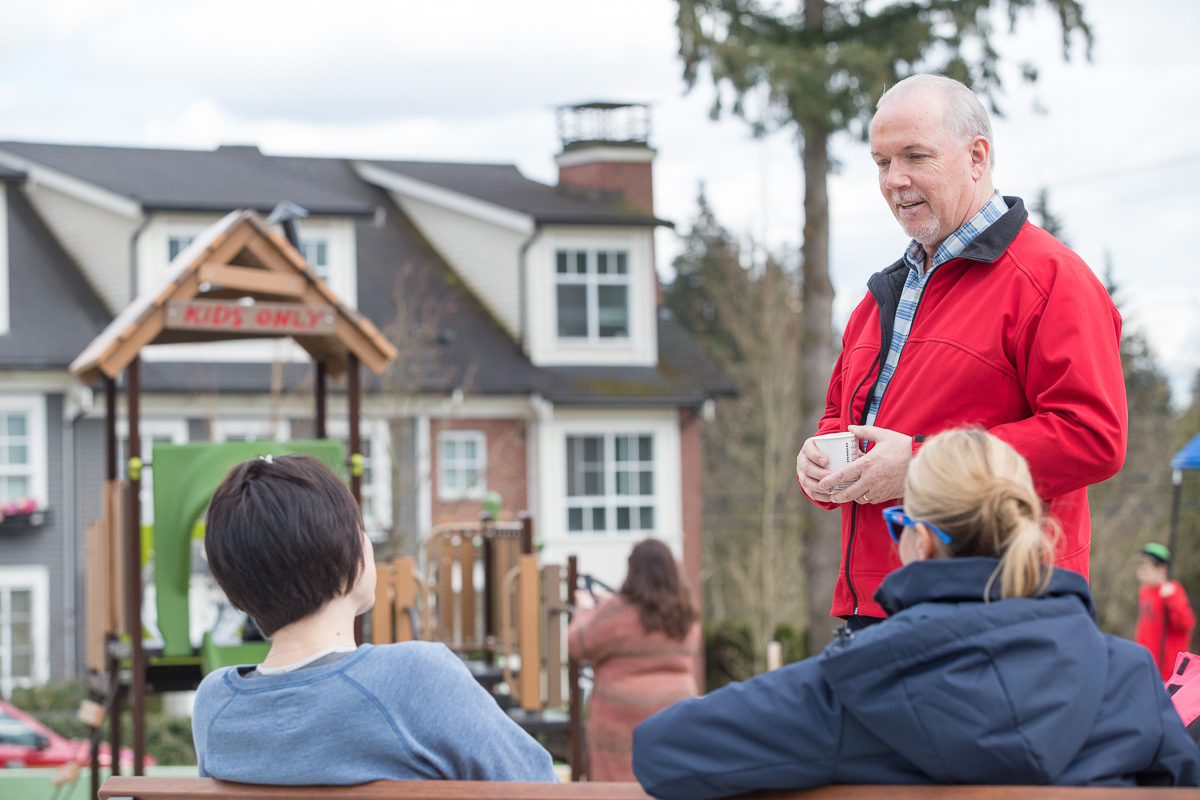
Le premier ministre John Horgan à Port Coquitlam

Selon les linguistiques Réjean Canac-Marquis et Christian Guilbault, l'idolecte de Maillardville constitue un rare exemple d'un français parlé dans un endroit de façon continue depuis plus d'un siècle en Colombie-Britannique. Les chercheurs se plaignent de la difficulté de retracer l'originalité de cette variante du français face au départ ou aux décès des anciens résidents, de plus plusieurs institutions de langue française, dont le bar French Quarter et l'École des Pionniers, ont fermé leurs portes ou sont déménagés dans la ville voisine de Port Coquitlam. On explique la dispersion par l'exogamie, l'exode dû aux prix des maisons qui augmente et la fermeture du principal employeur d'antan pour les Canadiens français, le moulin à bois.
Déjà en 1965 et 1968, les linguistes Patricia Ellis et Monique McDonald peinaient à identifier un dialecte particulier, en raison des origines multiples des colons et du peu de temps qu'une variété aurait eu pour se développer - soit un demi-siècle à l'époque. On y retrouve essentiellement un français laurentien, à l'exception de la surgénéralisation de l'aspiration des occlusives sourdes à la voisée /g/. Cela n'est guère étonnant puisque les colons sont venus, dans un premier temps, principalement de l'Ontario et du Québec, puis des Prairies, dans une seconde vague.
Parmi les jeunes locuteurs nés à Maillardville (jugés de troisième génération) interviewés en 1968, Monique McDonald note des archaïsmes et des régionalismes, des similitudes avec le français populaire hexagonal tout comme des alternances de code, des emprunts et des calques de l'anglais. On note, entre autres, des voyelles fermées en syllabe fermées par une consonne non allongeante pour "vite", "jupe" et "toute" par exemple, puis une diphtongaison de plusieurs variantes pour les mots "père" et "maison" par exemple. La linguiste note aussi des particularités morphosyntaxiques, retrouvés dans le franco-manitobain et l'acadien, où "à la" et "elle a" est réduit à "a:", puis "nous" est généralement remplacé par "on". Enfin, l'emprunt de formules plus complexes "nous autres" et "qu'est-ce que" au lieu de "nous" et "que" est aussi répandu.
En 2007, le linguistique Randal Gess de l'université Carleton a enregistré des conversations avec une quinzaine de locuteurs, âgés de 50 à 80 ans. Une locutrice née en Colombie-Britannique en 1932 et ayant vécu toute sa vie dans Maillardville-Coquitlam, est la contemporaine des jeunes interviewés par MacDonald en 1968 qui appartiennent à la troisième génération de locuteurs francophones. Le père de cette locutrice compte d'ailleurs parmi les fondateurs de Maillardville en 1909. Après ses études secondaires, la locutrice a travaillé pendant quatre décennies à l'épicerie locale et a participé à l'organisation de plusieurs activités culturelles - dont le Festival du bois, la Chorale française et le centre Bel Âge. Elle présente "un débit oral aisé et rapide", selon Canac-Marquis et Guilbault, ce qui ferait de son exemple "la meilleure représentation de ce que serait un français vernaculaire typique de Maillardville". Plusieurs caractéristiques de son parler sont associées aux variétés laurentiennes de l'Ouest canadien, dont l'utilisation des complémenteurs doublements remplis, dont "Quand que le monde qui...", ou l'utilisation de "où est-ce que" et "qu'est-ce-que", dont "le monde savent pas où ce que c'est que c'est" et "je montre au monde que c'est que c'est qu'on fait". La locutrice fait appel à des formes réduites pour les pronoms sujets, dont "a" pour elle, "i" pour il ou lui, "loz" pour leur, "moué" pour moi, "ch" pour je", "toué" pour toi, ainsi qu'"on" au lieu de nous, typiques dans les parlers laurentiens populaires. Au niveau de la morphosyntaxe du système verbal, pour la 3e personne au pluriel de l'imparfait du verbe être, elle utilise "sontaient" au lieu d'étaient, puis pour le verbe falloir, à la 3e personne du singulier, "faulait" au lieu de fallait. Ces formules sont datées dans le parler laurentien, mais toujours présents dans l'Ouest. La locutrice fait appel à la périphrase verbale pour l'expression du temps - "m'as" et "je vas" au lieu de j'irai; "après" au lieu d'être en train de - également présent dans les variétés populaires laurentiennes. La locutrice utilise l'auxiliaire avoir au lieu de être avec les verbes de mouvement, du type "quand j'ai descendu" et "j'ai juste resté en avant". Les calques structuraux et lexicaux de l'anglais s'intègrent au lexique aussi, dans des formules du genre "Toutes sortes activités qui se promenaient" (were going on) et "Chu capable de faire mes affaires, puis c'est ça qui me tient aller" (keeps me going). Parfois, des verbes en anglais sont francisés et intégrer aux verbes se terminant en -er, du genre "Quand j'leur disais ça, que je 'babysittais' là"; d'autres emprunts lexicaux sont naturalisés, dont party, parking lot et tennis court. Canac-Marquis et Guilbault en concluent, à partir de cette locutrice née et ayant vécu toute sa vie à Maillardville, que le "maillardvillois" appartient aux variétés laurentiennes de l'Ouest, mais encouragent l'intensification des recherches pour ajouter des nuances à leurs constats.

### Franco-Colombien ou francophone?
"Canadien", "Canadien français", "Franco-Colombien" et "francophone" sont des vocables identitaires qui ont, successivement, eu préséance du 18e au 21e siècles pour définir les gens d'expression française sur la côte Ouest.
En même temps, ces termes ont coexisté. Au début du 20e siècle, les termes "Canadien" et "Canadien français" demeuraient répandus. Dans les années 1970, on employait "Canadien français", "Franco-Colombien" et "francophone" simultanément.
Pour illustrer l'évolution de ce courant, la Fédération des Canadiens français de Colombie-Britannique, fondée en 1945, change de nom vers 1970 pour devenir la Fédération des Franco-Colombiens, puis change de nom, de nouveau en 1992 pour devenir la Fédération des francophones de la Colombie-Britannique.
Si l'identité "francophone" a été privilégiée à compter des années 1990, à cause de son caractère neutre et inclusif, une identité franco-colombienne réémerge de nos jours, nourrie par le régime scolaire de langue française et le Conseil jeunesse francophone de la Colombie-Britannique.
À titre d'exemple, le titre de la page "Franco-Colombiens (francophones de la Colombie-Britannique)" rappelle les sables mouvants que sont l'identité et la langue : plusieurs Franco-Colombiens ne parlent plus le français; plusieurs francophones de Colombie-Britannique ne s'identifient pas comme étant Franco-Colombiens.

### Évolution de la démographie francophone (1951-2016)
De 1951 à 1981, le nombre de Canadiens de naissance ayant le français comme langue maternelle passe de 19 365 à 43 415.
Selon le recensement fédéral de 2001, à Vancouver, les lieux de naissance des francophones se déclinent comme suit: le Québec (52%), une autre province canadienne (20%), l'étranger (19%), la Colombie-Britannique (9%). Qui est plus susceptible à l'anglicisation au cours de sa vie? Selon le mathématicien Charles Castonguay, c'est le sort réservé à 89% des Franco-Colombiens de naissance, à 71% des Québécois et à 65% des immigrants de première langue officielle parlée française. Les immigrants de langue française apportent donc une contribution à la revitalisation francophone de la Colombie-Britannique, mais sont tout de même exposés aux pressions similaires subies par les Canadiens français pour adopter l'anglais comme langue d'usage.
En 2006, le recensement établit à 63 295 le nombre de francophones nés au Canada, en hausse de 46% en un quart de siècle; on peut rajouter à ce nombre 7 115 immigrants dont la première langue officielle parlée est le français. Parmi l'ensemble des résidents francophones - un Britanno-Colombien sur 59 est francophone, 57% d'entre eux sont nés dans une autre province, 29% sont nés à l'étranger et 13% sont nés en Colombie-Britannique. On arrive alors à un total de 70 410 francophones, dont 19 980 (28%) parlent le français le plus souvent à la maison et 37 110 (53%) de plus affirment l'employer au moins régulièrement. À 1,7% de la population provinciale, le poids démographique francophone se maintient entre 1991 et 2006.

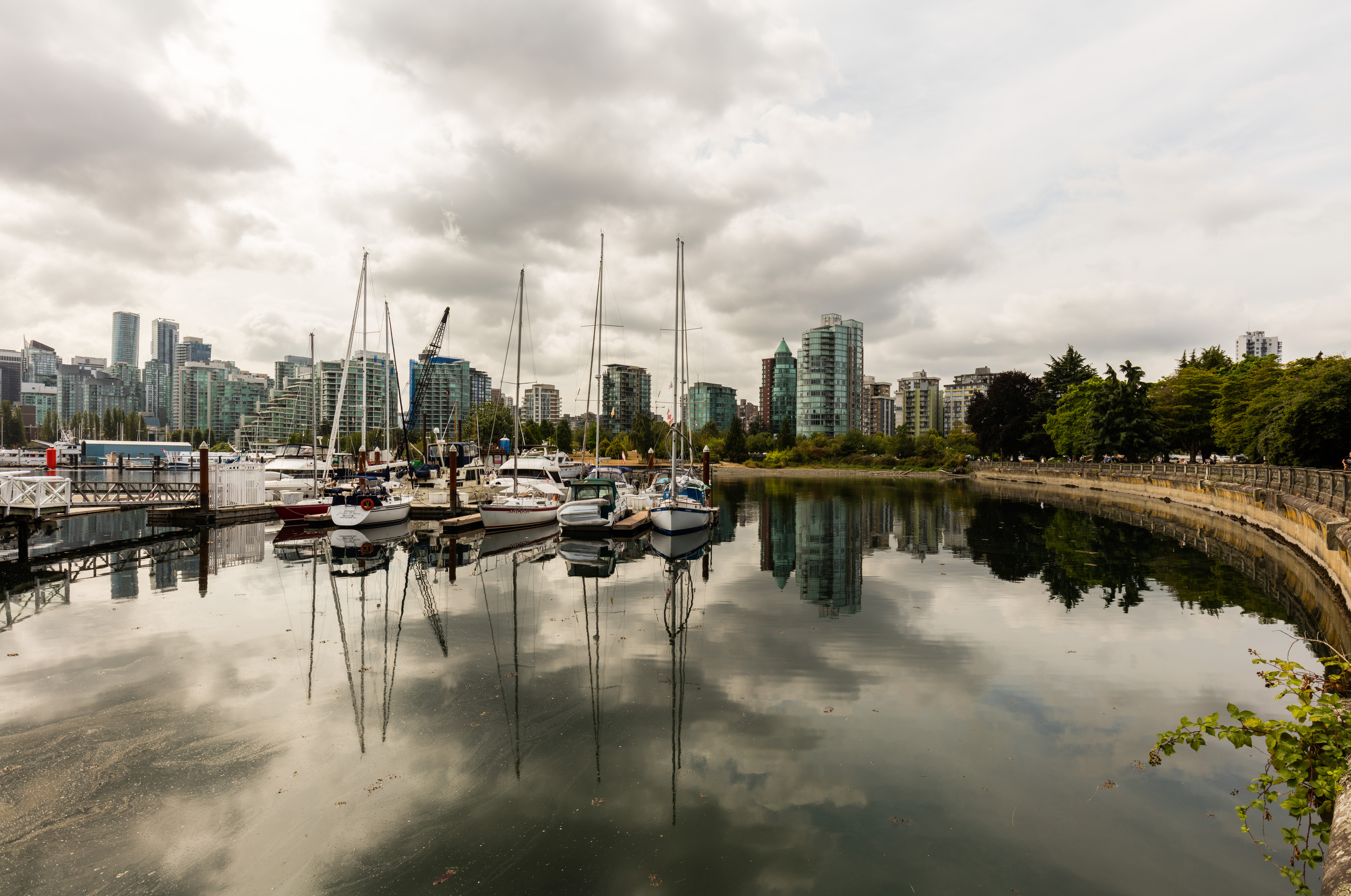
Profil de Vancouver, depuis le parc Stanley

Environ 54% des francophones de la province habitent la grande région de Vancouver (Vancouver, Surrey, Burnaby, North Vancouver, West Vancouver, Coquitlam et Maillardville); on retrouve aussi 6 445 francophones dans la région de Victoria. Les autres sont dispersés à travers les autres divisions de recensement. Où qu'ils soient, les francophones ne comptent presque jamais pour plus de 2% des résidents d'un secteur; la ville de Surrey est celle qui compte le plus grand nombre de francophones (5365).
C'est environ une personne sur 14 (297 715 résidents) de la Colombie-Britannique qui affirme pouvoir converser en français. Ce chiffre dépasse le nombre de locuteurs du pendjabi (184 600) ou du cantonais (157 180).
Ce sont 23% des locuteurs du français qui affirment utiliser le français au moins régulièrement au travail et 11% qui affirment s'en servir le plus souvent.

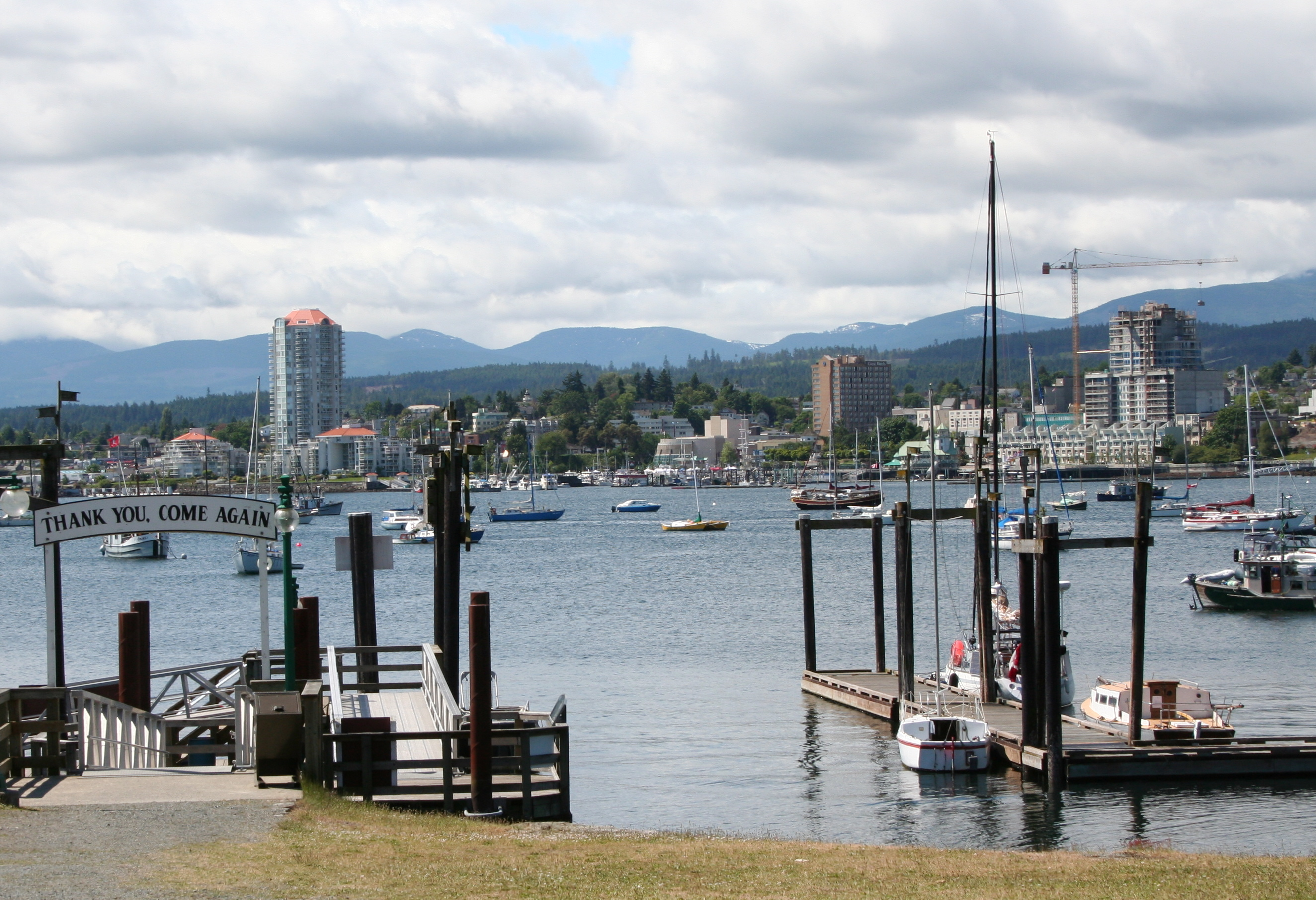
ville de Nanaimo

De 2011 à 2016, le nombre de Canadiens de naissance de langue maternelle française passe de 57 275 à 64 213. Autrement dit, il y a eu une contraction de 18% de la population francophone de 2006 à 2011; le terrain perdu a donc été regagné, mais le poids démographique des francophones a reculé de 1,7 à 1,4%. Comment s'explique-t-on le phénomène? La francophonie actuelle est largement issue de francophones venus d'autres provinces (53%) et pays (39%). Ce sont seulement 12% des Franco-Colombiens qui sont nés dans la province et 16% des Franco-Colombiens qui ont moins de 20 ans, ce qui n'est pas sans rappeler que, malgré toutes les avancées institutionnelles, les transferts linguistiques dépassent toujours 70%.

#### Population francophone par division (ou subdivision) de recensement (2001-2016)
De 2006 à 2016, le nombre de francophones a augmenté presque partout, à l'exception du Grand Vancouver, où elle a reculé d'un cinquième. La diminution est probablement attribuable au décès des Canadiens français ayant migré dans la première moitié du 20e siècle, à l'exode vers les régions périurbaines (à cause de la flambée des prix du marché immobilier dans ces deux villes) et à l'assimilation des jeunes générations.
| Canadiens de naissance de langue maternelle française                                                              | 2001        | 2001   | 2006        | 2006   | 2016        | 2016   |
| *réponses uniques utilisées pour 2001 et 2016 *les subdivisions des divisions précédentes sont notées en italiques | Pourcentage | Nombre | Pourcentage | Nombre | Pourcentage | Nombre |
| East Kootenay | 1,9         | 1 055  | 1,5         | 818    | 1,7         | 1 045  |
| Canal Flats |             |        | 7,9         | 55     |             |        |
| Central Kootenay                                                                                                   | 1,2         | 695    | 1,5         | 843    | 1,8         | 1 055  |
| Kootenay Boundary                                                                                                  | 1,3         | 415    | 1,1         | 335    | 1,3         | 405    |
| Okanagan-Similkameen                                                                                               | 2           | 1 480  | 1,8         | 1 450  | 1,9         | 1 545  |
| Okanagan-Similkameen B                                                                                             |             |        | 5,8         | 63     |             |        |
| Fraser Valley | 1,2         | 2 830  | 1,1         | 2 888  | 1,0         | 2 815  |
| Greater Vancouver                                                                                                  | 1,3         | 25 855 | 1,5         | 31 403 | 1,0         | 25 005 |
| Capital | 1,7         | 5 525  | 1,9         | 6 308  | 1,7         | 6 360  |
| Cowichan Valley | 1           | 695    | 1,1         | 875    | 1,2         | 995    |
| Nanaimo | 1,5         | 1 855  | 1,5         | 2 073  | 1,4         | 2 120  |
| Alberni-Clayoquot                                                                                                  | 1,9         | 580    | 2,2         | 675    | 1,8         | 550    |
| Comox-Strathcona (2001-2006), Comox Valley (2016)                                                                  | 1,8         | 1 750  | 2,1         | 2095   | 2,4         | 1 585  |
| Comox-Strathcona K                                                                                                 |             |        | 6,5         | 140    |             |        |
| Powell River | 2,6         | 500    | 3           | 573    | 2,8         | 550    |
| Powell River A |             |        | 8,2         | 75     |             |        |
| Sunshine Coast | 2,1         | 525    | 1,7         | 455    | 1,6         | 475    |
| Squamish-Lillooet                                                                                                  | 2,4         | 790    | 2,9         | 1 023  | 3,2         | 1 345  |
| Pemberton |             |        | 8,1         | 178    |             |        |
| Thompson-Nicola | 1,5         | 1 755  | 1,2         | 1 410  | 1,2         | 1 520  |
| Central Okanagan                                                                                                   | 1,9         | 2 835  | 1,6         | 2 518  | 1,6         | 3 100  |
| North Okanagan | 1,4         | 1 035  | 1,3         | 1 000  | 1,3         | 1 055  |
| Columbia-Shuswap                                                                                                   | 1,5         | 695    | 1,2         | 608    | 1,9         | 985    |
| Cariboo | 1,3         | 845    | 1           | 618    | 1,2         | 745    |
| Mount Waddington                                                                                                   | 1,3         | 165    | 0,9         | 100    | 1,1         | 125    |
| Skeena-Queen Charlotte                                                                                             | 1,5         | 320    | 0,9         | 180    | 0,8         | 150    |
| Kitimat-Stikine | 2           | 825    | 2           | 763    | 2,1         | 775    |
| Bulkley-Nechako | 1,3         | 520    | 1           | 375    | 1,1         | 410    |
| Binche 2 (Pinchie 2)                                                                                               |             |        | 9,1         | 10     |             |        |
| Fraser-Fort George                                                                                                 | 1,9         | 1 830  | 1,7         | 1 593  | 1,3         | 1 260  |
| Fraser-Fort George E                                                                                               |             |        | 6           | 30     |             |        |
| Peace River | 1,2         | 660    | 1,2         | 675    | 1           | 650    |
| Stikine | 1,1         | 15     | 1,4         | 15     |             |        |
| Northern Rockies                                                                                                   | 1           | 55     | 1           | 60     | 0,9         | 50     |

C'est parmi les gens d'autres langues maternelles ayant acquis une connaissance du français qu'il existe, en Colombie-Britannique le plus de croissance entre 2006 et 2016 : de nos jours, 314 925 Britanno-Colombiens peuvent soutenir une conversation en français.
En 2016-2017, dans les écoles de langue anglaise, un élève sur 10 (53 206) est inscrit dans un programme d'immersion française - une augmentation de 30% en une décennie. Enfin, un élève sur trois (173 013) suit un cours de français de base.

### Personnalités franco-colombiennes
- Modeste Demers (1809-1871), évêque
- Henri-Gustave Joly de Lotbinière  (1829-1908), lieutenant-gouverneur et premier ministre
- Lucille Starr (1938-2020), chanteuse
- Denise Savoie (1943-), femme politique
- David Emerson (1945-), ministre
- Françoise Yip (1972-), actrice
- Sébastien Bordeleau, (1975-), joueur de hockey sur glace
- Emmanuelle Vaugier (1976-), actrice
- Grimes (Claire Boucher) (1988-), musicienne
- Jean-Luc Bilodeau (1990-), acteur
- Richard Stewart (en) (1959-), homme politique, maire actuel de Coquitlam